# Hygrochroma ojeda
Hygrochroma ojeda är en fjärilsart som beskrevs av Paul Dognin 1889. Hygrochroma ojeda ingår i släktet Hygrochroma och familjen mätare. Inga underarter finns listade i Catalogue of Life.